# ECDILLREME
ECDILLREME（イーシーディーエルリメ）は、日本のヒップホップ・グループ。ECDとイルリメの音楽ユニットとして結成された。2005年12月16日にはアルバム「ツーパック」（規格品番：ECDILLR-EME01CD）が発売された。